# Medinilla formosana
Medinilla formosana là một loài thực vật có hoa trong họ Mua. Loài này được Hayata mô tả khoa học đầu tiên năm 1912.